# 38 Geminorum
Cet article concerne e Geminorum. Il ne doit pas être confondu avec ε (Epsilon) Geminorum.
Désignations
38 Geminorum (en abrégé 38 Gem) est une étoile binaire de la constellation zodiacale des Gémeaux. Elle porte également la désignation de Bayer de e Geminorum, 38 Geminorum étant sa désignation de Flamsteed. Le système est visible à l'œil nu avec une magnitude apparente combinée de 4,65. Sa composante primaire est une étoile de magnitude 4,75, tandis que la secondaire est d'une magnitude de 7,80. D'après la mesure de leur parallaxe par le satellite Gaia, les deux étoiles sont distantes d'environ 30 pc (∼97,8 al) de la Terre,. Elles sont possiblement membres de l'association Toucan-Horloge, une association d'étoiles qui partagent un mouvement commun dans l'espace.
38 Geminorum est une étoile binaire large avec une séparation projetée de 184,3 ua. Deux ensembles d'éléments orbitaux de faible qualité ont été calculés pour le système, donnant des périodes orbitales de 1 943,8 ans et de 3,190 ans, et avec des excentricités de 0,150 et de 0,485, respectivement. En date de 2018, les deux étoiles étaient disposées selon une séparation angulaire de 7,4 secondes d'arc et à un angle de position de 143°.
Abt et Morrell (1995) ont classé l'étoile primaire, désignée 38 Geminorum A, comme une étoile blanche de la séquence principale de type spectral A8V. C'est une étoile chimiquement particulière de type CP1 suspectée, c'est-à-dire une étoile Am, à qui Slettebak (1955) lui a donné un type de kA8mF0Vp. Cette notation complexe indique que dans son spectre, la raie K du calcium est celle d'une étoile de type A8, tandis que ses raies métalliques sont celles d'une étoile de type F0V. En 1949, J. Hopmann l'a cataloguée comme une variable de type Delta Scuti suspectée. Cependant, cette variabilité n'a pas pu être confirmée par d'autres mesures et sa luminosité est désormais considérée comme étant constante. La composante secondaire, désignée 38 Geminorum B, est une naine jaune de type spectral G6V.